# Alejandro Rodríguez (futbolista uruguayo)
Alejandro Javier Rodríguez Morales (n. Montevideo, Uruguay, 9 de julio de 1986) es un futbolista uruguayo que se desempeña como defensa y actualmente milita en el Club Sportivo Cerrito de su país. Jugó en la Selección de fútbol sub-17 de Uruguay en el sudamericano de la categoría jugado en 2003 en Bolivia.

## Trayectoria

### Clubes
| Club                 | País      | Año         |
| -------------------- | --------- | ----------- |
| Nacional             | Uruguay   | 2006 - 2008 |
| Rampla Juniors       | Uruguay   | 2008        |
| Nacional             | Uruguay   | 2009        |
| Plaza Colonia        | Uruguay   | 2010        |
| Deportivo Malacateco | Guatemala | 2011        |
| El Tanque Sisley     | Uruguay   | 2011 - 2012 |
| Guaraní              | Paraguay  | 2012 - 2013 |
| Rampla Juniors       | Uruguay   | 2013-2014   |
| Manta FC             | Ecuador   | 2014        |
| Rampla Juniors       | Uruguay   | 2015        |
| Cerrito              | Uruguay   | 2015        |
| Plaza Colonia        | Uruguay   | 2016        |
| Torque               | Uruguay   | 2016-2017   |
| Cerrito              | Uruguay   | 2017-       |

### Palmarés
| Título                    | Club          | País    | Año     |
| ------------------------- | ------------- | ------- | ------- |
| Liguilla Pre-Libertadores | Nacional      | Uruguay | 2007    |
| Campeonato Uruguayo       | Nacional      | Uruguay | 2008-09 |
| Torneo Clausura           | Plaza Colonia | Uruguay | 2016    |